# お一人様二つまで!
『お一人様二つまで!』（おひとりさまふたつまで）は、内田春菊による日本の4コマ漫画。『月刊まんがくらぶ』（竹書房）2008年4月号から2009年11月号まで連載された。毎号の頁数は8頁。また、2010年6月号にて特別編が掲載された（こちらは4コマ漫画ではない）。

## あらすじ
主人公・みつばの母は夫と離婚した後、確執ある会社社長の父の援助を断る。しかし貧しいながらもみつばは母や2人の兄と楽しく暮らしている。

## 登場人物
みつば
主人公。小学生の女の子。一家の末っ子。
暗く気弱であるが心優しく、友人もいる。祖父と家族の和解を願うが…。
みつばの母
一家の大黒柱。和裁士をやっている。
厳しくも優しく、貧しいながらも工夫を凝らした暮らしをしている。父とは険悪。
ヒトシ
みつばの長兄。社会人。おそらく会社勤め。
みつばには優しいが、祖父を嫌っており、祖父の会社の後継者の地位を断っている。
フルタ
みつばの次兄。学生。
みつばには優しいが、祖父を兄以上に嫌っている。
みつばの祖父
みつばの母方の祖父。会社社長で地元の有力者でもある。
傲慢で自己中心的な性格であり、言動から所業などが原因でみつばの母や兄たちからは絶縁されている。
みつばの祖母
みつばの母方の祖母。娘（みつばの母）とは絶縁状態。
みつばの大伯父
みつばの祖父の双子の兄。
性格そのものは弟と変わらないがセクハラ等をしないなど、弟よりはマシなので姪（みつばの母）とは仲が良い。
ヒメナ
ミツバの友達。金持ちの一人娘。ミツバの母が作る料理や服にいちいち驚いている。餃子を作る時にミツバ宅に来た。母は肥満体。

## 単行本
竹書房より『ママとミツバのビンボフル・ワンダフル お一人様二つまで!』のタイトルで刊行。全1巻（2010年4月21日発行（4月7日発売）） 
1. ISBN 978-4-8124-7253-8